# Daniel Bielica
Daniel Bielica, né le 30 avril 1999 à Zabrze en Pologne, est un footballeur polonais qui joue au poste de gardien de but au NAC Breda.

## Biographie

### En club
Né à Zabrze en Pologne, Daniel Bielica est formé par le club local du Górnik Zabrze. Bielica fait sa première apparition en professionnel en étant titularisé le 2 octobre 2018, à l'occasion d'une rencontre de coupe de Pologne face au Unia Hrubieszów. Son équipe s'impose par neuf buts à zéro ce jour-là.
Bielica joue son premier match de championnat face à l'Arka Gdynia, le 15 décembre 2018. Il est titularisé et les deux équipes se neutralisent (1-1 score final),. Bielica est alors un joueur sur lequel le Górnik Zabrze compte pour l'avenir, et devient la doublure de Tomasz Loska (en), l'habituel titulaire dans les cages des Górnicy.
Le 12 août 2020, Daniel Bielica est prêté au Warta Poznań pour une saison, avec option d'achat.
Daniel Bielica fait ensuite son retour au Górnik Zabrze et s'impose comme un titulaire dans les buts. Lors de la saison 2022-2023, alors qu'il commence l'exercice sur le banc des remplaçants et que son équipe connait des difficultés en championnat, il retrouve une place de titulaire et se fait notamment remarquer le 14 avril 2023, lors d'une rencontre de championnat face au Zagłębie Lubin, en repoussant un penalty de Filip Starzyński, permettant à son équipe de s'assurer la victoire (0-2 score final),. Il poursuit durant cette période une série de cinq matchs d'affilée sans encaisser de buts et le Górnik Zabrze termine finalement à la sixième place du championnat.
Lors de l'été 2024, Daniel Bielica rejoint les Pays-Bas et le club du NAC Breda, qui vient tout juste de faire son retour en première division. Le transfert est annoncé le 18 juin 2024 et il signe un contrat de deux ans, soit jusqu'en juin 2026, avec une année supplémentaire en option,.
Bielica joue son premier match pour le NAC Breda le 9 août 2024, à l'occasion de la première journée de la saison 2024-2025 d'Eredivisie face au FC Groningue. Il est titularisé et son équipe est battue par quatre buts à un.